# Máriakéménd
Máriakéménd es un pueblo ubicado en el distrito de Bóly, en el condado de Baranya, Hungría.

## Superficie
Posee una superficie de 15,78 kilómetros cuadrados.

## Demografía
Hasta 2023 la población era de 542 habitantes, con una densidad de población de 34,35 habitantes por kilómetro cuadrado.